# Họ Cá chình cổ dài
Họ Cá chình cổ dài (tên khoa học: Derichthyidae) là một họ cá chình được tìm thấy được tìm thấy ở vùng biển ôn đới và nhiệt đới trên toàn thế giới ở độ sâu 0-2.000m.
Tên gọi khoa học của họ này bắt nguồn từ tiếng Hy Lạp deres (cổ, họng) và ichthys (cá).
Chúng được phân biệt bởi sự hiện diện của một loạt các sọc trên đầu tạo thành một phần của hệ thống giác quan, nhưng 2 chi của họ này nói chung có bề ngoài rất khác biệt. Derichthys có cổ hẹp và mắt to, trong khi Nessorhamphus có mõm dài, dẹp. Chúng có chiều dài trong khoảng 30 đến 60 cm (12 đến 24 in).
Họ Colocongridae (Coloconger và Thalassenchelys?) nếu được công nhận thì làm cho họ Derichthyidae trở thành không đơn ngành (có lẽ cận ngành) nên trong một số phân tích phát sinh chủng loài phân tử gần đây, bao gồm López et al. (2007), Johnson et al. (2012) và Tang & Fielitz (2013) người ta gợi ý về việc gộp Colocongridae trong họ Derichthyidae để tạo thành họ Derichthyidae nghĩa rộng (sensu lato), làm cho nó trở thành đơn ngành.

## Các chi
- Họ Derichthyidae nghĩa rộng: 4 chi, 10-12 loài.
  - Họ Derichthyidae nghĩa hẹp: 3 loài được tìm thấy trong 2 chi sau:[5]
    - Chi Derichthys: 1 loài (Derichthys serpentinus)
    - Chi Nessorhamphus: 2 loài (Nessorhamphus ingolfianus và Nessorhamphus danae)

  - Họ Colocongridae: 7-9 loài được tìm thấy trong 1-2 chi sau:[6]
    - Chi Coloconger: 7 loài.
    - Chi Thalassenchelys: 2 loài (Thalassenchelys coheni và Thalassenchelys foliaceus), chỉ được biết đến dưới dạng ấu trùng leptocephalus. Tuy nhiên, các kết quả nghiên cứu gần đây (2015-2016) cho thấy trình tự DNA ti thể/gen col ti thể của ấu trùng leptocephalus to lớn của Thalassenchelys gần như đồng nhất với trình tự DNA ti thể//gen col ti thể của Congriscus trưởng thành, cụ thể Thalassenchelys coheni là Congriscus megastomus,[7] còn Thalassenchelys foliaceus là Congriscus maldivensis,[8] và như thế chúng thuộc về họ Congridae.

## Phát sinh chủng loài
Phát sinh chủng loài dưới đây vẽ theo Johnson et al. (2012)

|  | Coloconger                                                   |
|  |                                                              |
|  | \| \| Nessorhamphus \| \| \| \| \| \| Derichthys \| \| \| \| |
|  |                                                              |
|  | Nessorhamphus                                                |
|  |                                                              |
|  | Derichthys                                                   |
|  |                                                              |

|  | Nessorhamphus |
|  |               |
|  | Derichthys    |
|  |               |

|  | Coloconger                                                   |
|  |                                                              |
|  | \| \| Nessorhamphus \| \| \| \| \| \| Derichthys \| \| \| \| |
|  |                                                              |
|  | Nessorhamphus                                                |
|  |                                                              |
|  | Derichthys                                                   |
|  |                                                              |

|  | Nessorhamphus |
|  |               |
|  | Derichthys    |
|  |               |

## Hình ảnh

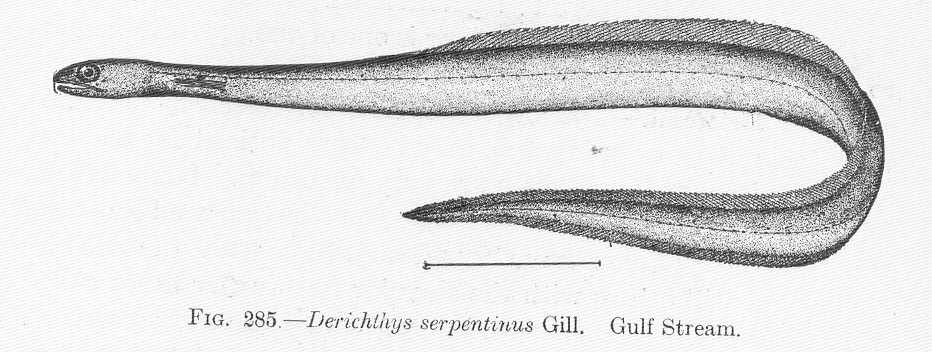